# Denise Mina
Denise Mina, född 1966 i East Kilbride, är en skotsk kriminalförfattare. Hon har bland annat skrivit Garnethill-trilogin, romanserien om reportern Patricia "Paddy" Meehan och böckerna om polisen Alex Morrow. Denise Minas författarskap anses utmärkas av ett perspektiv på klass och kön och skildringar av Glasgow-områden, där hon är född och fortfarande bor.